# Garbancito de la Mancha
Garbancito de la Mancha es una película de animación española dirigida por Arturo Moreno. Realizada en el barrio de Vallcarca de Barcelona, se estrenó en 1945 en el cine Femina de la ciudad condal. Es el primer largometraje de dibujos animados hecho en España y el primero en color de Europa.
Se trata de una adaptación del cuento de mismo título escrito por Julián Pemartín. La película se dio por perdida hasta 2020, cuando se recuperaron varias de las bobinas originales.

## Sinopsis
Garbancito de la Mancha cuenta la historia de Garbancito, un niño huérfano que vive en un pueblo sometido continuamente por tres chicos: Manazas, Pelanas y Pajarón. Un día, se anuncia la llegada del gigante Caramanca, que devora a los niños crudos, y secuestra a dos amigos de Garbancito: a Kiriqui y a Chirili.
Para rescatar a sus amigos, Garbancito contará con la ayuda de su cabrita Peregrina, de una espada y del poder que le concede el Hada Madrina. Con esta capacidad, Garbancito podrá convertirse en garbanzo siempre que lo desee.

## Hito dentro del cine europeo
Garbancito es un hito del cine europeo, porque fue la primera película de animación en color rodada fuera de Estados Unidos, el primer largometraje de dibujos animados español y el primero europeo que utilizó la técnica de animación con celuloide.
De esta obra sólo se conservaban copias de mala calidad y sonido, sin que hasta ahora nadie se hubiera animado a restaurarla. En 2019 y 2020, 8 de las 10 bobinas Dufay originales fueron descubiertas en dos ventas de garaje distintas en Nueva York por el coleccionista David Bull, que se puso en contacto con España y les devolvió las bobinas por la pequeña suma de 5.200 €, con lo que recuperó lo que había invertido en almacenamiento e investigación. Cuando se le preguntó por qué no intentó vender los valiosos carretes por una gran suma, Bull respondió: "No puedo mantener como rehén el patrimonio cultural de un país". El 20 de julio de 2020 se dio a conocer la compra por parte de la Filmoteca Española de dicha copia en nitrato de la cinta en DufayChrome, para realizar un proyecto de restauración a fin de recuperar el color original de la película y su digitalización para una posterior exhibición.